# Santa Cruz (distrito do Alto Amazonas)
O distrito peruano de Santa Cruz é um dos seis distritos que formam a Província de Alto Amazonas, situada no Departamento de Loreto, pertencente a Região Loreto, Peru.

## Transporte
O distrito de Santa Cruz não é servido pelo sistema de estradas terrestres do Peru.